# Jardin de la Place-Jean-Paul-II
Jardin de la Place-Jean-Paul-II (tj. zahrada na náměstí Jana Pavla II.) je veřejný park v Paříži ve 4. obvodu na ostrově Cité. Byl založen roku 1980 a zabírá plochu 2783 m2. Zahrada na Place Jean-Paul II má dvě části: jednu nad archeologickou kryptou, druhou se táhne podél Seiny. Druhé lze nazvat „Náměstí Karla Velikého“ kvůli velké bronzové skupině představující Karla Velikého a jeho leudy.